# Arasvikfjorden
Arasvikfjorden er en delfjord af Vinjefjorden mellem kommunerne Heim og Aure på Nordmøre nordøst i Møre og Romsdal fylke i Norge. Arasvikfjorden er en fortsættelse af Korsnesfjorden, som ligger i vest, og går 12 kilometer mod øst på sydsiden af Ertvågsøya. Valsøya ligger på sydsiden af fjorden og på sydsiden af øen ligger indløbet til Valsøyfjorden som går mod syd. Fjorden ender i øst mellem Rumpa i nord, Arøya og Renndalshamna i syd.
Over fjorden går færgeforbindelsen Arasvika-Hennset som blev åbnet i 1965, da som del af et større trafikforbindelse. Europavej E39 går langs fjorden i syd.
Spækhuggeren Keiko, kendt fra Free Willy-filmen, døde i bugten ved Taknes i Arasvikfjorden 12. december 2003 i en alder af 27 år. Dødsårsagen antoges at være lungebetændelse.